# Йоганн Людвіг Крістіан Келле
Йоганн Людвіг Крістіан Келле (нім. Johann Ludwig Christian Koelle; 1763—1797) — німецький (прусський) лікар та ботанік.

## Біографія
Йоганн Людвіг Крістіан Келле народився у місті Мюнхберг у Верхній Франконії (у деяких джерелах вказується Мюнхен) 18 березня 1763 року.
Навчався в Університеті Ерлангена—Нюрнберга, у 1787 році отримав ступінь доктора медицини та хірургії. У дисертації проводив монографічну обробку роду Aconitum.
Келле працював головним лікарем району Байройт. Також він був членом Регенсбурзького ботанічного товариства (Regensburgische Botanische Gesellschaft), заснованого у 1790 році.
30 липня 1797 року Йоганн Келле помер. Незабаром після смерті Келле його вдова продала гербарій, що складався з близько 3000 зразків рослин. Його теперішнє місцезнаходження не встановлено.
У 1798 році вийшла книга Келле Flora des Fürstenthumes Bayreuth, закінчена та відредагована байройтським бібліотекарем Теодором Крістіаном Елльродтом (1767—1804).

## Окремі наукові роботи
- Koelle, I.L.C. Spicilegium observationum de Aconito. — Erlangae — 60 p.
- Koelle, I.L.C. Flora des Fürstenthumes Bayreuth / bearbeitet und herausgegeben von T.C. Ellrodt. — Bayreuth, 1798. — xiv + 354 p.[3]

## Рослини, названі на честь Й. Л. К. Келле
- Koellea Biria, 1811, nom. illeg. [≡ Eranthis Salisb., 1807, nom. cons.]
- Koellia Moench, 1794, nom. superfl. [= Pycnanthemum Michx., 1803, nom. cons.]
- Aconitum koelleanum Rchb., 1819 [= Aconitum tauricum Wulfen, 1788]